# Priors Hardwick
Priors Hardwick est un village et une paroisse civile du Warwickshire, en Angleterre.